# Río Balcez
El río Balcez o Isuala es un curso de agua del norte de la península ibérica, afluente del Alcanadre. Discurre por la sierra de Guara, en la provincia española de Huesca.

## Descripción
Su curso tiene una longitud de 41 km. El topónimo aparece citado con diversas grafías, como Balced, Barcez, Balcés y Balces, si bien hay quien apunta que la correcta sería Balcez. También es conocido como Isuala e incluso Isuela, no debiendo confundirse sin embargo con el río Isuela, afluente del Flumen y que discurre por la misma provincia. El valle del río está separado, por el oeste, por la sierra homónima del valle de Rodellar y del río Mascún, mientras que al este queda delimitado por la sierra de Sivil. Termina por desembocar en el río Alcanadre.
En 2015 se protegió el curso del río, desde su nacimiento hasta su desembocadura, mediante la figura de reserva natural fluvial.